# Diplodasys platydasyoides
Diplodasys platydasyoides är en djurart som tillhör fylumet bukhårsdjur, och som beskrevs av Adolf Remane 1927. Diplodasys platydasyoides ingår i släktet Diplodasys och familjen Thaumastodermatidae. Inga underarter finns listade i Catalogue of Life.